# Eduardo de Mariátegui y Martín
Eduardo de Mariátegui y Martín (Madrid, 10 d'octubre de 1835-9 de gener de 1880) va ser un militar i escriptor espanyol.
Amb orígens familiars al País Basc. Va estudiar a l'Acadèmia d'Enginyers de Guadalajara i com a tinent d'enginyers va ser destinat al Regiment de l'Arma. A la Guerra d'Àfrica (1859-60) va obtenir la Creu de Sant Ferran de primera classes pels seus mèrits a les batalles de Samsa i Wad-Ras i va ascendir al grau de capità de l'exèrcit. El 1866, amb el comandament del seu batalló, va fer-se amb les peces d'artilleria que havien pres els insurrectes de la plaça de Santo Domingo de Madrid, pel que va ser promogut a comandant.
Va prendre part activa a la Tercera Guerra Carlina, on figura de forma destacada en el setge de Bilbao de 1873 amb els liberals, que es va evitar la seva captura per part dels carlins gràcies a la fortificació. assolint-hi el grau de coronel. El 1874, durant la campanya del Nord, va participar en l'aixecament del setge de Pamplona i d'Irún.
Va ser conegut per la seva faceta d'escriptor i editor aficionat, si bé destaquen les seves obres de temàtica militar. Va acreditar el seu grau científic amb l'obtenció de la càtedra de Física-Matemàtica a la Universitat Central el 1871. A més d'haver publicat nombrosos articles al Memorial de Ingenieros, va ser autor de diverses obres com:
- Crónica de la Provincia de Toledo (1866)
- Carpintería de lo blanco y tratado de Alarifes (1867)
- Reseña histórico-militar de las Guerras de Alemania e Italia de 1866 (1867)
- Un juego de ajedrez: leyenda árabe-granadina (1872)[4]
- Glosario de algunos antiguos vocablos de arquitectura y de sus artes auxiliares (1879)
- El Capitán Cristóbal de Rojas, ingeniero militar del siglo XVI (1879)
- Zumalacárregui. Estudio militar (1917)